# زواج الأباعد
الأباعدية أو تزاوج الأباعد أو الاغتراب أو الباعدية أو زواج الأباعد مصطلح يصف نظام لا يسمح فيه الزواج إلا شخص من خارج المجموعة الاجتماعية، وهذه المجموعة الاجتماعية هي تحدد مدى ونطاق زواج الأباع، بالإضافة إلى القواعد ووسائل التطبيق اللتين تديمان النظام. زواج الأباعد يُرْتَأَى في العلوم الاجتماعية جمعا من ناحيتين مرتبطتين وهما: الأحيائية والثقافية. زواج الأباعد الأحيائي زواج بين أحياء غير متصلين بالدم، ويراقبه أنواع من قوانين زنا المحارم. نوع من أنواع زواج الأباعد هو زواج الأباعد الثنائي، الذي تقوم مجموعتان بتزاوج مستديم. زواج الأباعد الثقافي هو زواج الأباعد بشخص خارج مجموعة ثقافية معينة؛ والعكس هو الزواج الداخلي، أي التزاوج بشخص من داخل مجموعة اجتماعية معينة.